# Вершино-Дарасунское городское поселение
Городско́е поселе́ние «Вершино-Дарасунское» — муниципальное образование в Тунгокоченском районе Забайкальского края Российской Федерации.
Административный центр — пгт Вершино-Дарасунский.

## История
Статус и границы городского поселения установлены Законом Читинской области от 19 мая 2004 года «Об установлении границ, наименований вновь образованных муниципальных образований и наделении их статусом сельского, городского поселения в Читинской области».

## Население
| 2009  | 2010  | 2011  | 2012  | 2013  | 2014  | 2015  |
| ----- | ----- | ----- | ----- | ----- | ----- | ----- |
| 6527  | ↘5982 | ↘5959 | ↘5792 | ↘5765 | ↘5686 | ↘5609 |
| 2016  | 2017  | 2018  | 2019  | 2020  | 2021  |       |
| ↘5515 | ↘5485 | ↘5405 | ↘5276 | ↘5215 | ↘4987 |       |

## Состав городского поселения
| № | Населённый пункт    | Тип населённого пункта      | Население |
| - | ------------------- | --------------------------- | --------- |
| 1 | Вершино-Дарасунский | пгт, административный центр | ↘4981     |
| 2 | Светлый             | посёлок                     | →6        |